# Grens tussen Bangladesh en India

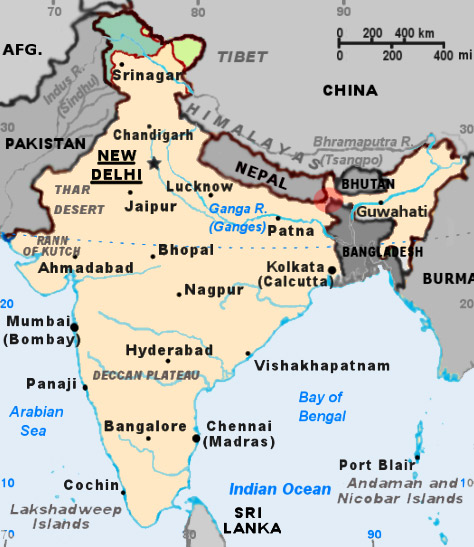
Grens Bangladesh-India. De rode vlek is een landtong van nauwelijks 24km breed tussen India en zijn noordelijke staten

De grens tussen Bangladesh en India, plaatselijk bekend als de International Border (IB), is een internationale grens tussen Bangladesh en India, die zes divisies van Bangladesh scheidt van vijf Indiase deelstaten. 
De grens is in totaal 4.096 km lang, de op vier na langste landgrens ter wereld: 262 km lang in de Indiase deelstaat Assam, 856 km in Tripura, 318 km in Mizoram, 443 km in Meghalaya, en 2.217 km in West-Bengalen. Aan de Bangladeshi zijde liggen de divisies Mymensingh, Khulna, Rajshahi, Rangpur, Sylhet, en Chittagong. De grens is deels gemarkeerd met betonnen kegels, maar sommige grensstroken zijn aan beide zijden afgeschermd met een grenshek. 

## Geschiedenis
De grenslijn gaat terug tot de Radcliffe-lijn die op 17 augustus 1947 werd vastgesteld als grenslijn tussen India en het toenmalige Oost-Pakistan, bij de deling van Brits-Indië. Bangladesh en India hadden meer dan 40 jaar lang nauwelijks verbindingen, als gevolg van de vijandigheid tussen India en Pakistan. Na afloop van de Indiaas-Pakistaanse Oorlog van 1971 en de stichting van Bangladesh verbeterde de situatie geleidelijk. 
Jarenlang bestonden er wederzijdse enclaves aan de grens, zoals de Cooch Behar-enclaves. Die werden na overleg gecompenseerd in een regeling uit 2015. Grensgeschillen rond de exclusieve economische zones van beide landen werden met succes beëindigd na arbitrage onder het VN-Zeerechtverdrag. 
In het begin van de 21e eeuw werd van Indiase zijde begonnen met de aanleg van grenshekken, deels uit beton en met prikkeldraad. In totaal zou 3.406 km van de grens worden afgeschermd. Daarvan was 2.735 km voltooid in 2011. 

## Grensverkeer
Over de weg bestaan er grensovergangen vanuit de Indiase deelstaten Assam, Tripura, Mizoram, Meghalaya, en West Bengalen. Busverbindingen met Bangladesh zijn er vanuit  Kolkata, en vanuit de westelijke grensstad Agartala. In 2020 waren er slechts twee treinverbindingen tussen beide landen.
De grens wordt vaak overgestoken als smokkelroute voor vee, levensmiddelen, geneesmiddelen en drugs van India naar Bangladesh, maar ook voor bezoek aan familieleden of voor inkopen. Daarnaast steken illegale immigranten uit Bangladesh de grens over naar India. Indiase grenspatrouilles van de Border Security Force hebben sedert 2000 wellicht honderden personen in het grensgebied neergeschoten, zonder onderzoek naar hun eventueel illegale of criminele motieven.  Af en toe zijn er ook schermutselingen met de  Border Guards Bangladesh. Dat was vooral in 2001 het geval.

### Haat bazaar
Aan de grens wordt op meerdere plaatsen een wekelijkse haat bazaar (हाट) of openluchtmarkt gehouden. Dat is niet alleen een markt voor de lokale bevolking en toeristen voor het kopen van dagelijkse goederen, maar ook een ontmoetingsplaats voor families die aan beide zijden van de internationale grens wonen, vaak in afgelegen gebieden. 

## Afbeeldingen

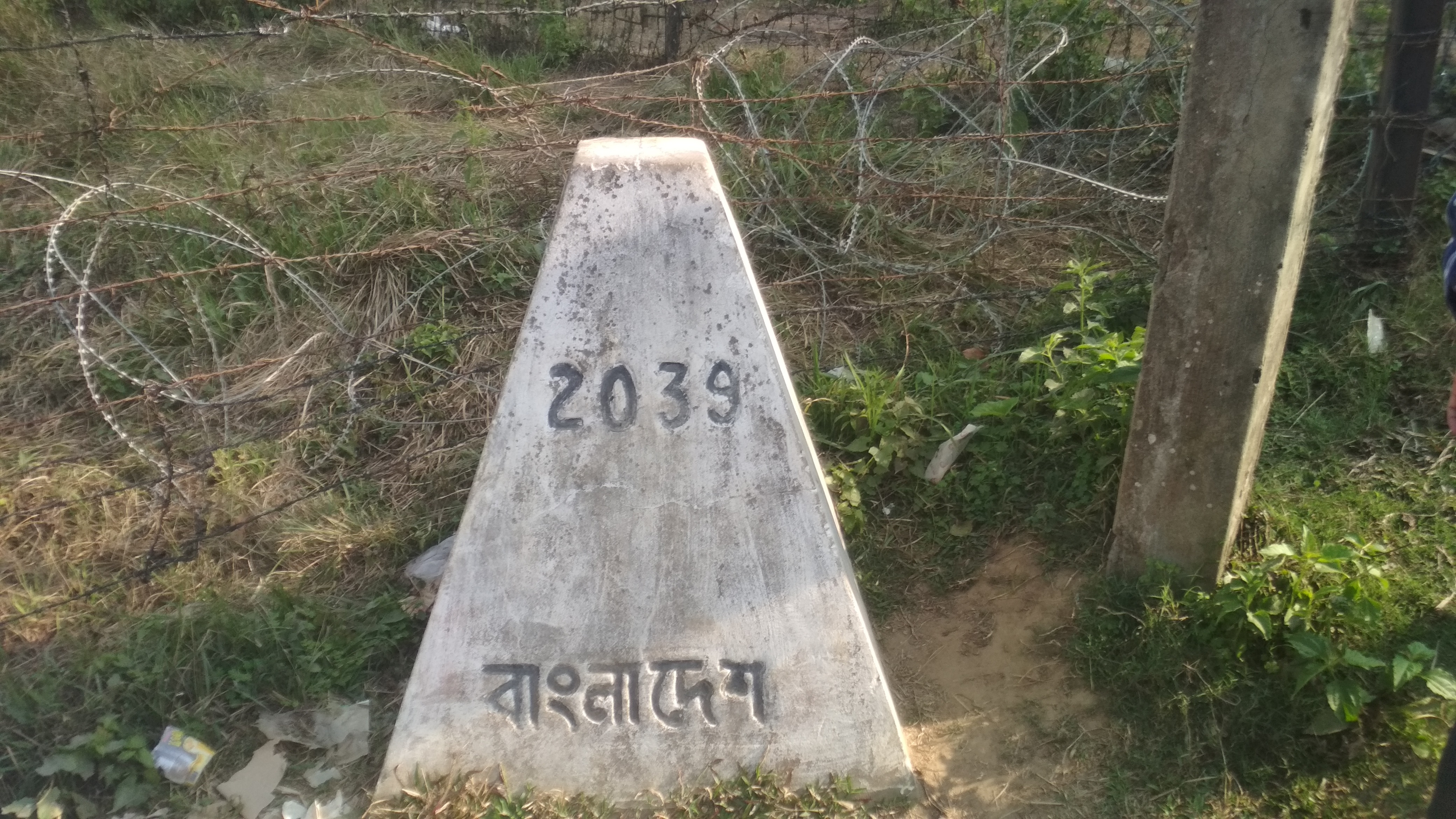
Grenspaal Bangladesh-India
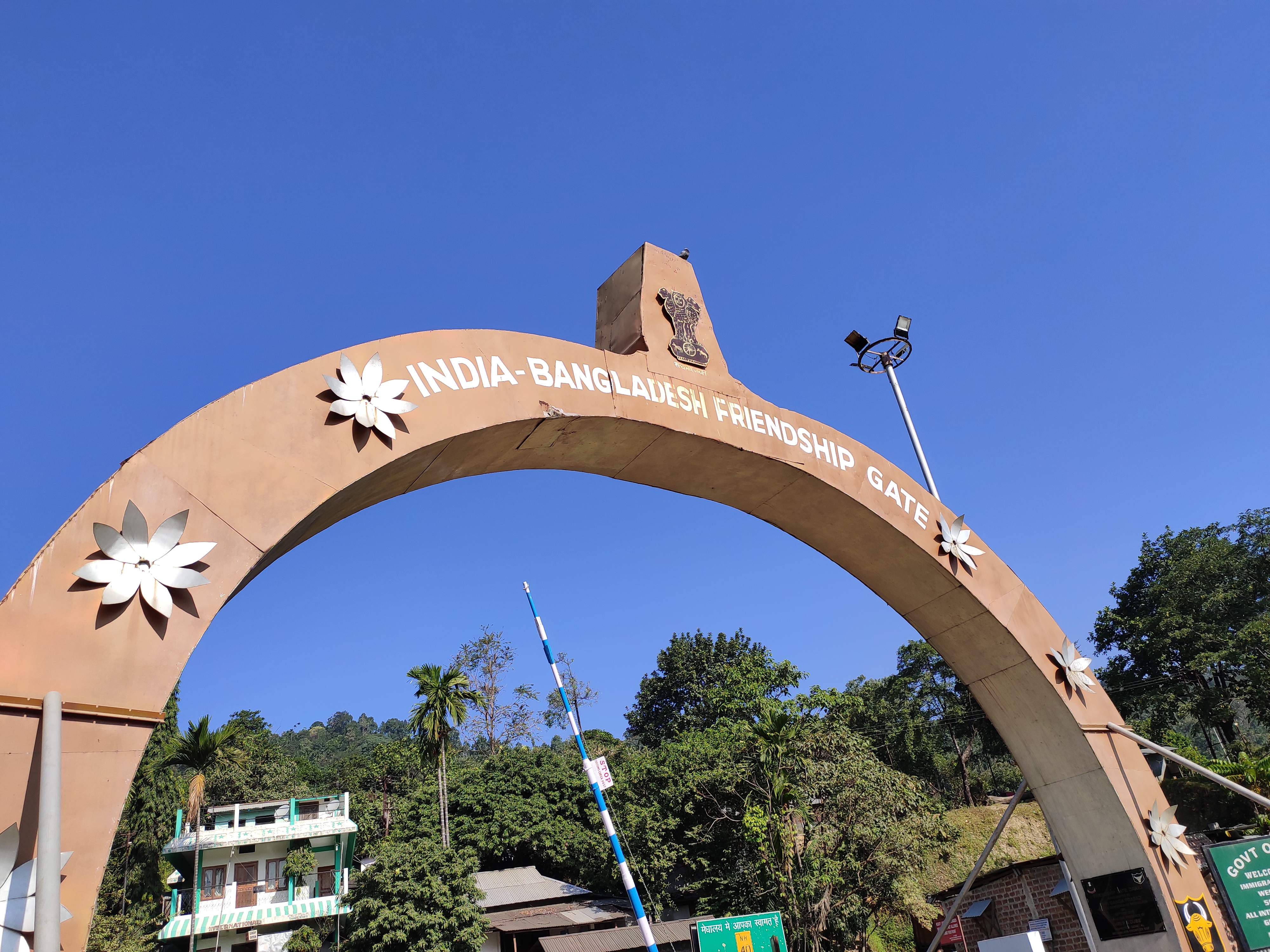
Grensovergang tussen Tamabil (Bangladesh) en Dawki (India)
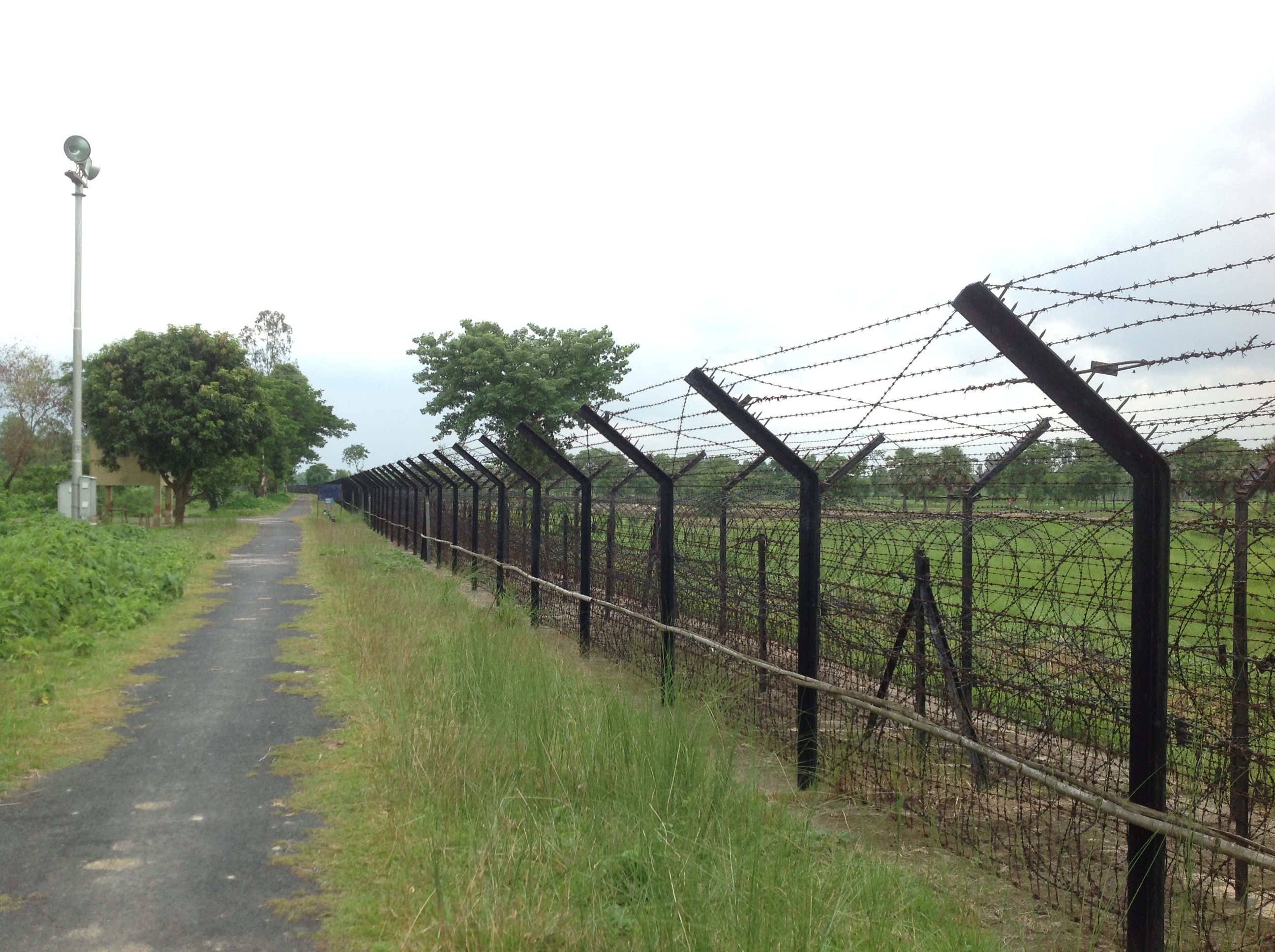
Grenshek in het district Dakshin Dinajpur
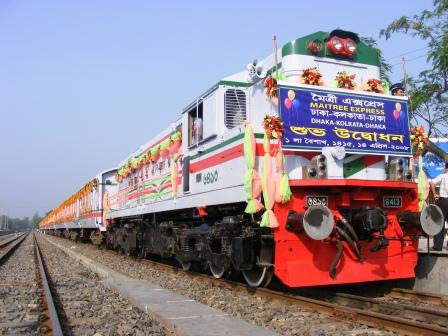
Maitri Express tussen Kolkata (India) en Dhaka (Bangladesh).